# 小嶝島
小嶝岛，又称小嶝，古称小嶝堡，《中国海岛（礁）名录》中称之“小嶝屿”，是一个位于厦门湾内翔安南部的基岩岛，面积约0.9671平方公里，海拔28米，2008年岛上人口约3,000人，岛屿行政区划上原属于中华民国福建省金门县，在中国人民解放军占领后被划入中华人民共和国福建省厦门市翔安区大嶝街道，现有小嶝居民委员会，辖前堡、后堡两个自然村，但中華民國认为此岛是其金门县的外圍島嶼，居委会前身小嶝村委会亦被认为是金门县所辖的村里:391。岛上设施完备，有桥通往大嶝岛至大陆，但因厦门翔安国际机场建设，岛上设施将整体拆迁。:348
小嶝岛海产丰富，有小嶝紫菜、七月珍珠海蛎等特产:354，岛上有多个旅游景点，旅游业兴旺。岛屿历史悠久，始于小嶝洪氏始祖洪道创办的堂号；有宋元时期理学家邱葵出生于岛上，后也隐居于岛上；另传宋帝赵昺南逃时曾在岛上居住；金门炮击事件中小嶝岛还经历过“八二三”炮战，与大嶝岛、角屿并称“英雄三岛”。

## 历史
小嶝洪氏的始祖洪道于1140年:349隐居小嶝岛，创嶝山堂号，其中“嶝山”解释为“嶝则奋身直上，无策足踌躇，山则陶钧之至，造化之真积”，小嶝岛名称从中而来。
宋朝传宋帝赵昺南逃时曾在小嶝岛居住，因当地海蛎味美，且较一般海蛎的5个鳃多2个，钦点了当地海蛎“七月珍珠海蛎”之名。:351:945
明朝倭寇侵犯时，其于洪武二年（1369年）、嘉靖二十五年（1546年）在大小嶝岛大肆掠杀居民。:8
抗日战争期间小嶝岛多次遭到日本军队轰炸炮击，其经常出动汽艇扫射渔民和村庄，1938年，小嶝岛组织了45人的抗日自卫队，1940年2月22日，日军飞机轰炸大小嶝岛，致6死4伤，35间民房倒塌，当年3月30日再次轰炸，致19死8伤，50间房屋损毁。:13, 297
第二次国共内战末期，1949年10月9日金门北面大嶝岛战役爆发，于10日夺得大嶝岛。11日解放军二十八军八十四师二五一团占领小嶝岛。20世纪50至70年代，小嶝岛安装高音喇叭，曾用作大陆对金门宣传使用:754，国共内战后，又因小嶝岛处于金门附近，在1954年9月22日被中華民國空軍轰炸，岛上村庄又于1958年金门炮击事件“八二三”炮战中被炸平，致34人丧生。:350:13后小嶝岛民兵营9人被中国解放军授予二等功，54人被授予三等功:351，岛屿亦与大嶝岛、角屿并称“英雄三岛”。

### 区划沿革
小嶝岛清朝时属于泉州府同安县翔风里小嶝堡；民国时期1912年属思明县，1914年属金门县嶝东乡；1949年被中国人民解放军占领后，于1950年划入泉州市南安县代管的大嶝区小嶝乡，1958年归海燕大队，1965年更名小嶝大队，归大嶝公社，1971年重归同安县管辖，1984年归大嶝乡，更名小嶝村委会，下辖前堡、后堡2个自然村，1991年归大嶝镇，2003年归翔安区，2005年设立小嶝社区居民委会，属翔安区大嶝街道，2007年小嶝社区还被评为厦门市“最美乡村”:770；岛屿在中国大陆的代码为350212000411。:348-349

### 历史名人
小嶝岛出现过多位历史名人：:350-351:869-901
- 邱葵：宋元时期理学家，出生于小嶝岛，后大半生也隐居于小嶝岛上，他继承朱熹的理学学说，造诣精深，曾至金门讲学，对金民教化颇有影响。
- 洪顺利：民兵英雄，多次追击特務[11]，曾访问过越南，8次见毛泽东。
- 洪秀枞：民兵英雄，故事片电影《海霞》中海霞原型，被誉为“当代的穆桂英”，在“八二三”炮战时任小嶝乡乡长，组织参与弹药运输，后受周恩来称赞。[12]

## 环境

### 地理
小嶝岛位于厦门湾内，西北距离陆地约1.4公里，南部隔海与金门岛相望；岛屿呈东西向，形似一斜卧在碧波之中的睡美人，面积约0.9671平方公里，海岸线长约5.8公里，周围水深0.2至2.7米；地势东高西低，最高点为西悦尾，海拔28米，东北侧为断崖陡壁，西南有较缓的岸滩；沿海海岸主要是土崖海岸，局部有基岩海岸，有海蚀崖、海蚀洞穴、海蚀沟地貌。:340-341:1492
岛屿地质与大嶝岛类似，是基岩岛。岛屿位于长乐－南澳大断裂带附近的埕边－宝盖山动力变质混合花岗岩带上，组成岛的岩石为燕山早期岩浆岩，在岛北侧、南东缘出露较硬的基岩。岛屿工程地质分区属构造剥蚀的基岩裸露残丘亚区；其余地方多被花岗岩风化残积层覆盖，属残积覆盖台地亚区；岛周围滩涂属近岸潮间漫滩亚区。岛上有后堡洼地，是侵蚀洼地，属松散岩类孔隙水岩组，为海相堆积地层。:338-339
岛屿潮间带面积约3.23平方公里，分岩石滩、沙滩两种，且以后者为主，主要分布于岛屿南、北、西部，前者主要分布于东部。:348, 353-355

### 气象
小嶝岛所处的厦门湾属于亚热带海洋性气候，年均气温21.2摄氏度，年均日照数1,853.1小时，年均降水量1,374.8毫米，年均湿度77％，年均风速2.8米每秒，气候暖热而湿度适中，区域内春季气候多变，多阴雨；夏季高温，湿度大，多台风；秋季干燥少雨；冬季干冷但无严寒。:143-144岛上年均气温20.9摄氏度，1月平均气温13摄氏度，7月平均气温28.2摄氏度，年降水量1,059.8毫米。

### 水文
小嶝岛所处的厦门湾受台湾海峡潮波系统控制，为谐振潮:145；根据2022年建设至大嶝岛的桥梁前调查得到的数据，岛屿周边海潮属于正规半日潮，小嶝岛北侧水道上实际测量最大涨落潮流速为56、76厘米每秒，垂线涨落潮平均流速为47、71厘米每秒:6-7。

## 文化
小嶝岛翔安文化较为深厚，有独特的闽南风情和渔村文化；又因经历过“八二三”炮战，岛上还有战地文化，现留有许多战地遗迹。:351

### 文化古迹
南宋亡后，邱葵曾长期隐居岛上，曾在小嶝岛棋局石、钓矶石、乐丘石等处都留下了题刻的对联，其中棋局石位于岛上虎砦之下，长宽二尺有余，镌刻有“万机分子路，一局笑颜回”字样，现时仅存“万机分回”可辨识:114；元朝小嶝岛上建设妈祖庙，是厦门地区最早的妈祖庙，信仰妈祖文化；“八二三”炮战后，岛屿上留下了人防地道、炮战遗址、碉堡等建筑和遗迹。:351:833-834

### 古诗民谚
元朝的周太初曾对小嶝岛作《舟望小嶝屿》一诗，诗曰：“淡淡云山细细沙，绿榕丛里有人家。传经处士归何处，棋石渔矶噪暮鸦。”:643
清道光十八年（1838年）琉球王尚育登基，道光帝曾命翰林院修撰林鸿年为正使、翰林院编修高人鉴为副使出使琉球，从小嶝岛出发，故传有“小嶝码头通琉球”的谚语。除此外小嶝岛还有一些渔谚，如：“清明蟹，谷雨鲎”，讲海蟹和海鲎分别在清明和谷雨时节将洄游到小嶝岛附近；“小暑小赶，大暑大赶”，讲大暑、小暑是鲎到来的时节，将去赶海。

### 民间活动
小嶝岛每年农历四月十二会举行“鲎公节”仪式迎接鲎群的到来，渔民备丰盛菜肴至岛附近的前礁，在其中的一块名“烧金礁”的礁石烧香、祭拜鲎公，第二日起即开始捕捞鲎；另还有拔河的传统民间活动，在解放前小嶝岛就有每年春节举行拔河比赛的传统并延续至今，后成为翔安区全境的民间活动:701。

## 海岛建设
小嶝岛在2006年曾被列入旧村改造和新村试点，建设了排水沟、路灯、道路硬化、体育设施等项目，后岛屿被作为城市化对象，但尚未实现。:353:1322013年小嶝岛在《福建省海岛保护规划》中被列入重点开发的有居民海岛，同年起岛屿与大嶝岛间为修建厦门翔安国际机场开始填海，2022年岛屿受将来机场的噪声污染和尾气污染影响，在《厦门市村庄空间布局规划（2018－2035）》中被划入禁建区，岛上的村庄将于3年内整体拆迁。

### 交通

#### 陆路
小嶝岛岛内内于1991年建成了环岛公路，接入小嶝岛交通码头，开设电瓶车接送旅客:352，岛内现时主要有小嶝路（即环岛公路）、小嶝北路（岛上主干道）等:36；与大陆原先只有一条退潮才可通行的海堤，于2017年建成一座往大嶝岛厦门翔安国际机场填海区的临时钢栈桥，长360米，宽6米，可通行自行车和摩托车，再通过大嶝岛连接大陆，原计划在翔安机场建设完成后修建永久桥梁，2021年因桥梁已达桥3.5年的使用年限，对其进行了加固，2022年直接开始规划修建永久桥梁，规划桥接小嶝北路和规划中大嶝岛的环嶝路，长429.3米，宽11.5米，供电瓶车、电动自行车和行人过桥，2024年12月完工:10。
除岛内和与大陆的交通外，与台湾金门县亦有多次规划过从金门至厦门的大桥：2004年，台湾金门县政府研究评估了小金门至厦门前埔的金厦和平大桥方案，后又提出金门岛至厦门大嶝的金嶝大桥，但因两岸政治因素无法实现。2009年又规划金厦大桥，其中一个方案起于金门岛五龙山，经小嶝岛再到大嶝岛，全长10.3公里，2022年再次被台北市市长柯文哲提出，但仍未开工。

#### 水路
小嶝岛上传清后期邱时庵曾修小嶝码头，现时小嶝岛属于大嶝港区:436，有小嶝岛交通码头、货运码头、后堡深水码头3个码头和前堡、后堡2个避风港:1492:22，其中小嶝岛交通码头于1977年建成，为突堤条石结构，面高程7.85米，长21米，设1各可停泊50吨船的泊位，设计年运量0.5万吨、5万人次:440-445:525，2009年因水深不足码头改造，扩大泊位等级，并于西南侧扩建一座浮码头，有下列轮渡路线：:462:352
- 莲河－小嶝岛轮渡：新店镇莲河轮渡码头－小嶝岛交通码头，距离1.67海里，票价12元人民币/人次
- 大嶝岛－小嶝岛轮渡：大嶝岛轮渡码头－小嶝岛交通码头，距离约3海里，票价12元人民币/人次

另外，于1985年小嶝岛建立船管站，负责船只的管理、服务和救援工作。:277

#### 航空
小嶝岛配合厦门翔安国际机场建设，将在岛西部建设多普勒天气雷达站1座，塔高30米，包括风温廓线雷达1部，配置多个气象系统，东部将建设天气雷达及场外二次雷达，上述所有设施占地面积约0.3公顷，陆域占地总面积8.05公顷。

### 电力
小嶝岛初使用柴油发电机发电，1988年，大嶝乡政府投资71万元人民币建设至大嶝岛的海底电缆，同年8月25日建成，接35千伏大嶝变电站入厦门电网:353:132，2009年又增设海底电缆；2014年，小嶝岛海域新建由集美大学研制的浮摆式波浪能发电装置“集大1号”，最大发电功率3.6千瓦；2017年习近平于小嶝岛调研时，还要求对小嶝岛发电等项目作出立项拨款的支持。

### 水利
小嶝岛宋朝最初通过其上的一口深5尺、名“美人井”的井取水，20世纪90年代后新建大嶝岛至小嶝岛海底输水管道:352，1991年4月12日通自来水:832，后岛上于2016年兴建太阳能风能海水淡化装置，日产100吨淡水。岛屿周围还有防波堤，起初仅南、北两侧有防浪堤，长1,115米，至1987年因盐场修建达到1,800米:438-442，但于1999年受9914号台风（丹恩）影响受损，2003年重建:352，2019年进行了安全改善，现临海面均有防浪堤，迎水面为条石堆砌的防浪墙，内侧为人工开挖的养殖池溏。小嶝岛西北侧亦有航道区域，深4至12米，2006年，小嶝岛海域安装了潮位波浪测量系统:404。

### 通信
1971年前小嶝岛已建有线广播站，安装少量高音喇叭，1974年8月广播站扩建为小嶝岛前沿广播站，次年5月投用，配置175型5马力发电机组1套、250瓦扩音机2台、收、录音机各1台，架设广播线路2公路，安装高音喇叭8只，运行11年，期间扩展线路至48.6公路，高音喇叭80只，每日播音5次共约10小时。:352-353
1979年3月与大嶝岛建成海底通信光缆，开通交换机电话，1992年12月开通程控电话，1995年5月开通移动电话；2008年随厦门广播电视村村通工程开通有线电视。:352-353

### 其他基础设施
- 消防：最初离小嶝岛最近的消防站是新店消防中队，距离21公里且仅能通过水路到达。受2008年8月小嶝英灵殿失火损失严重的警醒，2010年春节后，小嶝岛成立小嶝社区志愿消防队，是厦门市首支海岛社区消防队伍，并于2016年升级组建为小嶝社区微型消防站，临时钢栈桥建成后，消防车也可通过此桥入岛。[21][36]
- 教育：小嶝岛有小嶝小学，原名嶝江小学，于1937年创办，1997年统计时，小学面积6,437平方米，其中校舍建筑1,236平方米，设立7个班，有在校学生269人、职工10人；2007年统计时，小学面积7,563平方米，其中校舍建筑1,628平方米，设立6个班，有在校学生168人、职工12人、计算机49台。[25]:1051-1060[10]:588
- 环境：小嶝岛垃圾原须就地填埋或外运处理，2007年岛上有7位保洁员和4辆垃圾车，后岛上12岁学生邱乃芹致信厦门时任市长刘赐贵有关环境问题，即于当年10月在岛上兴建了20个垃圾屋，新增了100个垃圾桶、1辆三轮垃圾车。[3]:353[37]
- 医疗：2005年，小嶝岛建设了卫生所，配备专职医生。[10]:198
- 殡葬：1995年，小嶝岛推行公益性公墓，2004年5月建成火葬场和骨灰室，推行火化。[10]:346

## 资源与产业

### 水资源
小嶝岛水资源匮乏，但有一眼泉水，名品泉，俗称仙人井，因泉水渗出的三块石头如“品”字而得名，涨潮即没，退潮即清，其余淡水需向地下挖十七八米才可取到。:391:352

### 矿产盐业
小嶝岛主要有钾长石、建筑沙等矿产，另有丰富盐资源，于1970年围海建盐田，归属大嶝所管辖，截至2001年盐田面积25.85公顷。:79, 438-442

### 农业
小嶝岛上多红土地，截至2001年岛上有耕地约100亩，植甘薯等旱作物。

### 动物资源

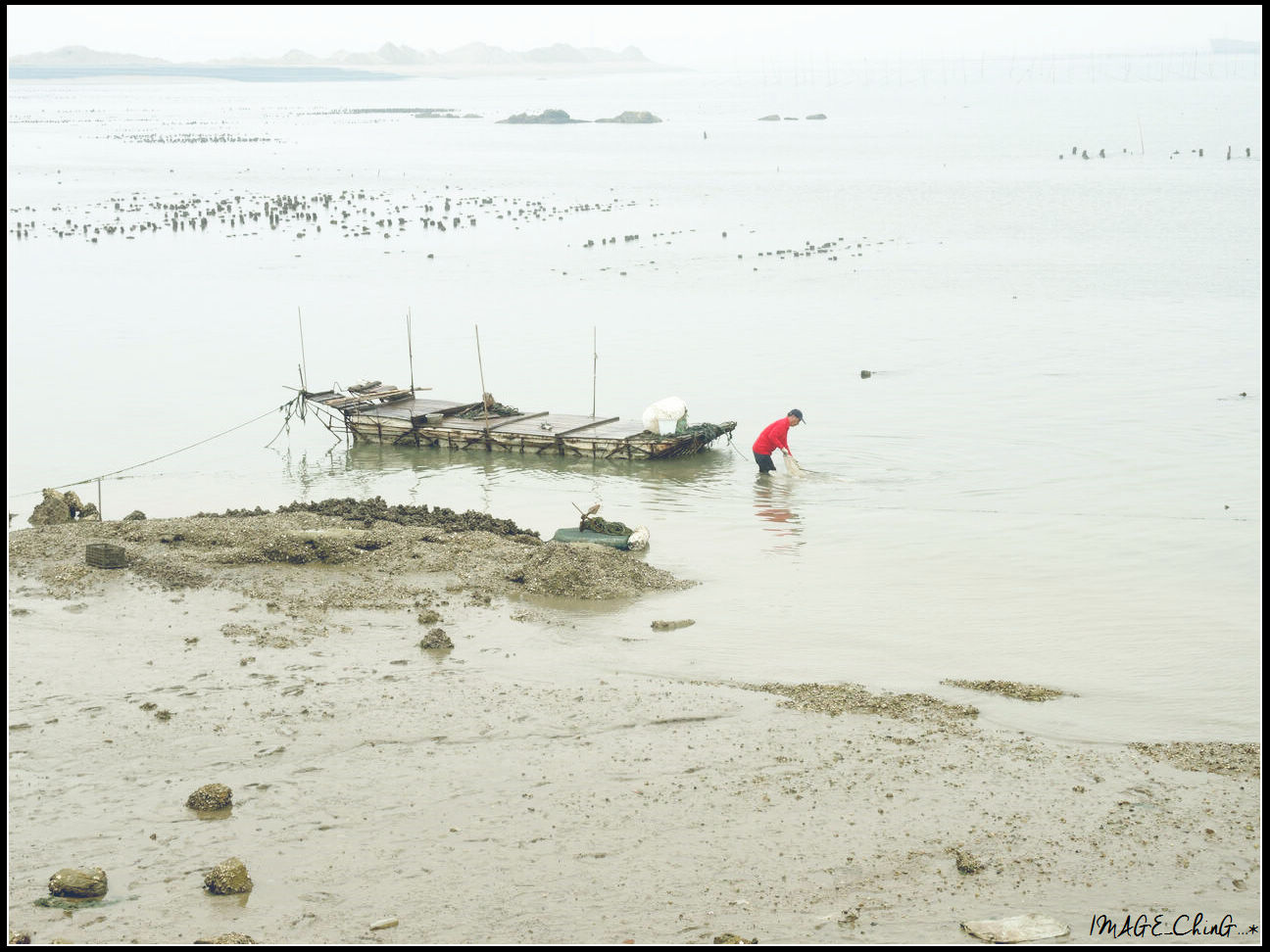
小嶝岛正在作业的渔民，摄于2014年

小嶝岛上有鹭鸟繁殖点，位于岛中南部，主要鹭鸟有白鹭，也有夜鹭、池鹭。岛周边海域主产小嶝紫菜、七月珍珠海蛎、青斑鱼、美国红鱼等:354；附近亦有珍稀物种文昌鱼，为厦门市的自然保护对象，1991年9月设立厦门市文昌鱼自然保护区后于2000年4月升级为国家级保护区，且扩大保护区范围至小嶝岛等其他岛屿海域:728。关于小嶝岛海域相关产业主要有捕捞业和养殖业，其中捕捞业主要在岛屿附近海域渔场进行，捕捞主要使用拖、围、定置、流刺网、三角缯等方法和工具，渔场水深20在米以内，底质为砂泥与泥砂，主要产物有九虾、毛对虾、周氏新对虾、斑节对虾、独角新对虾等:353:371-375，除此外原还有鲎，现时为中国国家二级保护动物而不准捕捞；养殖业则是小嶝岛居民主要收入来源，主要养殖紫菜、海蛎、鱼类、贝类:363-368、对虾等，其中的小嶝紫菜的孢子曾于2008年随神州七号飞船上太空培养。:349, 353小嶝岛还曾于1983至1991年间养殖过海带，与同期大嶝海带养殖面积共100亩，年产干品量近百吨:363-368；于2007年发现青斑鱼并进行人工养殖，年产约1万尾:349；2011年新建石斑鱼种业创新与产业化工程建设示范基地。

### 旅游资源
小嶝岛旅游资源丰富，岛上有如小嶝岛地道（303民防工程，长1,300米，1969年开挖，1972年竣工）、八闽铁树王（树龄600年）、独木成林、唐朝美人井、小嶝英灵殿、小嶝休闲渔村等景点，其中小嶝休闲渔村是2005年福建省编制第一个休闲渔业规划，是中国第一批全国休闲渔业示范基地之一，主打石斑鱼工厂化旅游项目，有石斑鱼科研、育苗、养殖、观赏等项目，渔村亦有度假酒店、商务会议、主题派对、拓展培训等项目，将岛屿打造为度假基地。此外每年7至8月小嶝岛将举办海岛帐篷旅游文化节，每年1至11月举办小嶝岛紫菜旅游文化节。

## 人口
1989年小嶝岛有居民2,372人，2001年约2,500人，2007年2,700多人，2008年约3,000人，主要有邱（宋末随邱葵迁入）、许（明代金门丹灶迁入）、苏（明代同安洪塘迁入）等姓氏人口:105-108，其中前堡多邱、许姓，后堡还有洪、吴姓。:349